# Boothferry Park
Boothferry Park je stadion engleskog nogometnog kluba Hull City A.F.C.

## Boothferry Road
Prijetnja preusmjeravanja željezničke pruge kroz Anlaby Road bila je ta koja je uvjerila direktora Dr Pullana da klub mora osigurati svoju budućnost posjedovanjem vlastitog igrališta.
Pullan je istaknuo da je to glavni prioritet Tigrova u povijesnoj sezoni 1929/30. Pregovarački odbor nagodio se za kupnju zemljišta na križanju Boothferry i North ulice. Zemljište je bilo dio Hull golf kluba sve do 1924.  Kupnja zemljišta je dovršena uz pomoć Nogometnog Saveza koji je klubu dao kredit od £3000. Klupski odbor odlučio je nastaviti s razvojem projekta unatoč ispadanja iz lige. Na kraju sezone, planovi su opunomoćeni. Radovi nisu započeli sve do 1932. zbog daljnjih financijskih poteškoća.
Daljnjeg razvitka nije bilo do 1939., kada su planovi privremeno bačeni u sumnju zbog prijedloga za izgradnju višenamjenskog stadiona na tom mjestu. Međutim, razumna cijena nije ponuđena, te su Tigrovi nastavili s planovima. Daljnji kredit od 6,600 £ od Nogometnog Saveza značio je da se klub već može nadati da će se preseliti na svoj novi stadion, na početku sezone 1940/41.
Dolaskom Drugog svjetskog rata, vojska je preuzela zemljište te je projekt opet stavljen na čekanje. Vojska je koristila zemljište kroz cijeli rat, uključujući i period kada je teren bio korišten za servisiranje i popravak tenkova. To je odigralo nemalu ulogu o katastrofalnom stanju terena tijekom prvih nekoliko sezona korištenja. Na kraju rata, teren nije bio prikladan za odigravanje utakmica, zbog vojnog korištenja i zbog poteškoća u pribavljanju građevinske dozvole i materijala. Stadion nije nikako mogao biti spreman za sezonu 1945/56. stoga su Tigrovi bili prisiljeni privremeno premjestiti se na dobri stari Boulevard.

## Boothferry Park
Glavni čimbenik o budućnosti Tigrova i stadiona, došao je preuzimanjem kluba od strane nove upravu na čelu s novim predsjednikom Harroldom Needlerom. Novi stadion otvoren je 31.kolovoza 1946. s mnogo više modernijim i grandioznijim imenom "Boothferry Park".
Stadion je imao samo jednu tribinu. Zapadna tribina je ubrzo dovršena i nekoliko dijelova glavne tribine je natkriveno. Jako je bilo teško doći do građevinskog materijala poslije rata, stoga je Hull City mogao dobiti dozvolu samo za zapadnu tribinu, koja nije koštala više od  £17,000. Golf paviljon u blizini stadiona skupa s rampom sa starog stadiona, iskorišteni su u razvoju novog stadiona.
Prva utakmica na novom stadionu na otvaranju sezone 1946/47. bila je protiv Lincoln Cityja. Utakmica je završila 0:0.
20 tisuća gledatelja gledalo je otvorenje stadiona od strane gradonačelnika uz obilnu kišu. Međutim, Boothferry Park bio je svjedok mnogo veće gužve, što je planove uprave da nadograde stadion na 80.000 sjedećih mjesta, činilo sasvim opravdano.1948. posjet Middlesbrougha u FA Cupu donio je novi rekord od 40.179 gledatelja. Manje od 12 mjeseci kasnije, nakon značajnog rada buldožera za podizanje visine tribina, donijelo je rekordnih 55.019 gledatelja u okršaju Raich Carterove momčadi, protiv Manchester Uniteda. Utakmica se odigrala 26. veljače 1949. Rekord stoji do današnjeg dana.
Poznata željeznička pruga između Hull Paragon stanice i Boothferry Halta otvorena je u siječnju 1951. kada je šest vlakova nosilo 595 navijača Hulla na FA Cup utakmicu, protiv Evertona. U to vrijeme Hull City počeo je raditi na proširenju natkrivenog dijela sjevernog stajanja na cijelu tribinu. To je uslijedilo nedugo nakon natkrivanja istočne tribine. Trebala je to biti privremena struktura, koja je trebala biti zamijenjena strukturom na dva kata. Međutim, planovi za novu strukturu nikada nisu ostvareni, stoga je privremeno natkrivena tribina, ostala do samog kraja Boothferry Parka.
Kompletiranje natkrivenog dijela istočne tribine dala je Hullu mogućnost za instaliranje svojih prvih reflektora. Tigrovi su išli dalje s tom zamisli unatoč činjenici da se u to vrijeme takva vrsta umjetnog osvjetljenja nije odobravala od strane Nogometnog saveza za korištenje u ligaškim utakmicama. City je dobio dozvolu u studenom 1952. te je klub postavio dva reflektora po jedan na istočnoj i zapadnoj strani stadiona. Postolja reflektora koja su sadržavala 96 svjetiljki, bila su smatrana najboljim u državi. Prva utakmica odigrala se protiv Dundee Uniteda 19. siječnja 1953. Pred 31.702 gledatelja Tigrovi su izgubili 1:4. Brzi razvoj u tom području značio je da u roku od deset godina, reflektorski sustav više nije bio pogodan za ligaške utakmice. Tigrovi su dobili poklon od 100.000 funti od Harold Needlera, te su polovicu novca iskoristili za kupnju jedinstvenog six-pylon sustava reflektora. Prva utakmica odigrana s novim sustavom rasvjete, bila je mnogo prihvatljivija od prijašnjeg derbija pred novim reflektorima. Hull je pobijedio Barnsley sa 7:0, od čega je Chilton postigao 4 a Henderson 3 gola. Drugih £ 50.000 iskorišteno je za izgradnju teretane iza južne tribine. Teretanu je u siječnju 1964. otvorio tajnik Nogometnog saveza Alan Hardaker. Teretana je bila jedan od najboljih objekata u to vrijeme, te je došla u pravo vrijeme jer je teren za trening na Anlaby Roadu upravo bio demoliran. Objekt je bio u uporabi, pod nazivom Hull City Sport Arena, te je doživio svakakve događaje kao npr. posjet Harlem Globetrottersa!
Visoko postavljena tribina, popularno poznata kao «Bunkers Hill» na južnom kraju stadiona zamijenjena je tijekom 1965. tribinom,  kojoj je kapacitet bio povećan na 9.000 mjesta. Stajaća mjesta na južnom dijelu tribine za mnoge su se još uvijek zvala «Bunkers». Prijavljena cijena za tu tribinu iznosila je 130.000 funti što znači da su ambiciozni Tigrovi potrošili približno 250.000 funti za poboljšanje Boothferry Parka u protekle tri godine. Od ove visoke točke, to je priča o sporom propadanju Boothferry Parka tijekom sljedećih 36 godina do ukupnog kapaciteta od preko 15.000 mjesta. Planovi kluba za 80.000 sjedećih mjesta bili su vrlo ambiciozni za 1950. Nažalost nikad nisu napredovali, te je stanje stadiona samo sjena nekadašnje slave.
Hull City je najavio u lipnju 1979. da planira izgraditi 1.5 million £ vrijedan supermarket i leisure kompleks na parkiralištu. Međutim zbog previsokih troškova tuneliranja ispod obližnje željezničke linije koja bi trebala povezati podzemlje s alternativnim parkiralištem u blizini Kempton Roada, značilo je da se planovi moraju ponovo razmotriti. To je značilo rušenje sjeverne tribine i održavanje postojećeg parkirališta. Kompleks je bio zamišljen i namijenjen da pruži dodatne prihode klubu, ali usred projekta početkom 1982.,  kompanija je otišla u stečaj po prvi put, i ako je pokušaj spašavanja predvođen Don Robinsonom i Christopher Needlerom nakratko uspio. Najambiciozniji plan bio je izgraditi u «Hollywood» stilu kuglu, na vrhu sjeverne tribine koja bi se koristila za pop koncerte, ali je plan odbačen nakon prosvjeda stanovnika.
Nakon požara na Bradford City Valley Parade Stadionu, došlo je do posljedičnih novih zakona o sigurnosti na terenu. To uključuje zatvaranje istočne tribine. Natkrivanje jednog dijela tribine okarakterizirano je kao nesigurno i preblizu željezničke pruge. Istočno stajalište ponovo je otvoreno ali sa smanjenim kapacitetom. U iduće tri godine potrošeno je £600.000 na renoviranje stadiona i ispunjenje novih standarda, to uključuje zamjenu krova na južnoj tribini te izgradnju lože blizu zapadne tribine.
Pod nadzorom Johna Coopera,  trava Boothferry Parka je u potpunosti obnovljena prije početka sezone 1991/92.  koja je uključivala uvođenje cjelovitog novog sustava odvodnje. U isto vrijeme, lože na zapadnoj tribini su proširene. Malo što je učinjeno za Boothferry Park, osim slabih privremenih popravaka natkrivenog dijela istočne tribine popularno prozvanog «Kempton»
Nebriga je dovela tribinu do potpunog zatvaranja 1996. Tribina je opet otvorena 1997. nakon što je kapacitet smanjen i nakon što su obavljeni neki radovi. Ali neuspjeh zadovoljavanja minimalnih standarda naveden u Taylorovu izvješću o sigurnosti,  značilo je da je tribina ponovno zatvorena početkom 1999. To je rezultiralo da Hull City ponovo mora obaviti veliku rekonstrukciju na «Kemptonu» uz pomoć kredita koji je dao 70.000 £ od konačnih prijavljenih 80.000£ Problemi s vremenom i temeljima tribine, prouzročili su odgađanje ponovnog otvorenja tribine sve do ožujka 2000.
Vlasništvo Boothferry Parka bio je glavni problem nakon što stadion nije prodan 1997. zajedno s klubom. David Lloyd je i dalje ostao vlasnik. To je dovelo do zaključavanja vrata stadiona tijekom 2 000. i ponovo tijekom upravnog stečaja kako zbog navodno neplaćene stanarine.
Hull City AFC, zajedno s ragbi klubom HULL FC, preselio se na novi Kingston Communications Stadion u prosincu 2002., što je značilo napuštanje mjesta kojeg su mnogi zvali domom više od 50 godina, te je još uvijek bio korišten za utakmice rezervi, sve do 2003.
Boothferry Park ostaje potpuno zanemaren sve do svog demoliranja u siječnju 2008.

## Vanjske poveznice
- Hull City Croatia